# Lilial
Le lilial est un composé chimique couramment utilisé comme parfum dans les préparations cosmétiques et les lessives en poudre. C'est un aldéhyde aromatique essentiellement synthétique. Son utilisation dans les cosmétiques est interdite par l'Union européenne en mars 2022 après avoir été jugée nocive pour la fertilité.

## Propriétés
Le lilial est couramment produit et vendu sous forme de racémique ; cependant, des tests ont indiqué que les différents énantiomères du composé ne contribuent pas de manière égale à son odeur. L'énantiomère R a une forte odeur florale, rappelant le cyclamen ou le muguet, alors que l'énantiomère S ne possède pas d'odeur forte.

(R)-lilial (en haut) et (S)-lilial (en bas)

Comme la plupart des aldéhydes, le lilial n'est pas stable à long terme et a tendance à s'oxyder lentement lors du stockage.

## Sécurité
Le Comité scientifique pour la sécurité des consommateurs a conclu en mai 2019 que l'utilisation de lilial dans les cosmétiques à rincer et sans rinçage ne peut pas être considérée comme sûre.
Après que des études sur des animaux aient révélé qu'il était toxique pour la reproduction, il a été reclassé comme substance interdite dans l'UE et interdit d'utilisation dans les cosmétiques à partir de mars 2022.
Il peut parfois agir comme un allergène et provoquer une dermatite de contact chez les personnes sensibles.